# Mściwojów (gmina)
Mściwojów – gmina wiejska w województwie dolnośląskim, w powiecie jaworskim. W latach 1975–1998 gmina położona była w województwie legnickim.
Siedziba gminy to Mściwojów.
Według danych z 31 grudnia 2015 gminę zamieszkiwało 4125 osób. Natomiast według danych z 31 grudnia 2019 roku gminę zamieszkiwały 4054 osoby.
Według danych z 30 czerwca 2020 roku gminę zamieszkiwało 4041 osób.

## Struktura powierzchni
Według danych z roku 2002 gmina Mściwojów ma obszar 71,83 km², w tym:
- użytki rolne: 88%
- użytki leśne: 3%

Gmina stanowi 12,36% powierzchni powiatu.

## Demografia

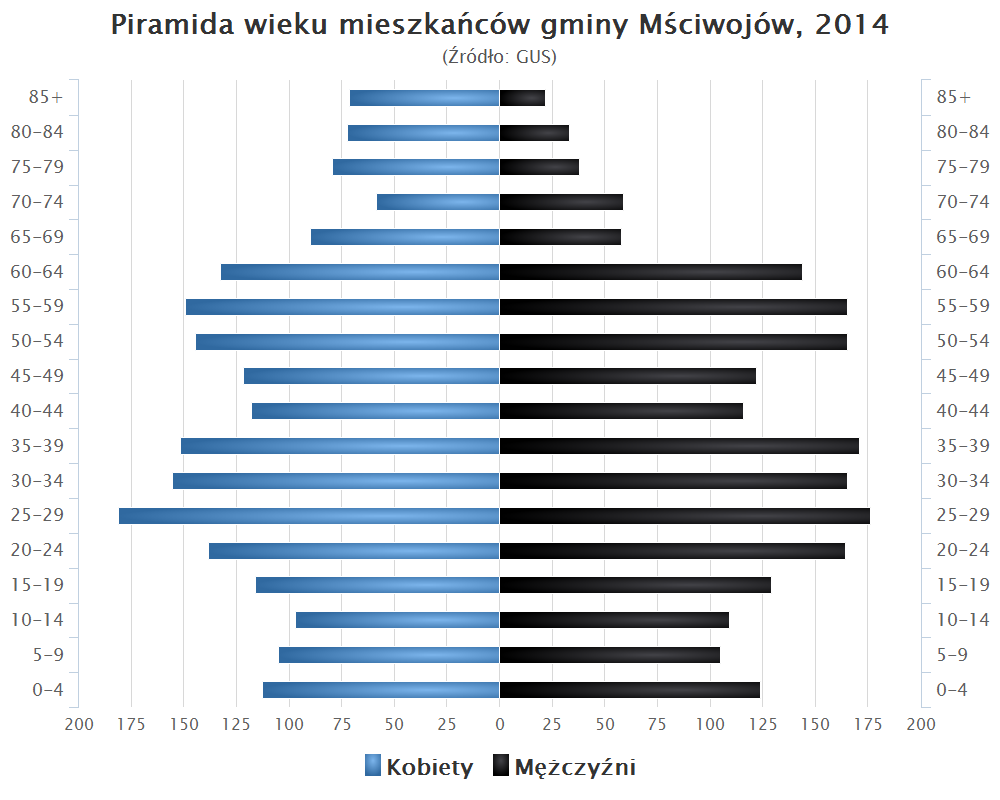
Piramida wieku mieszkańców gminy Mściwojów w 2014 roku

Dane z 30 czerwca 2004:
| Opis                              | Ogółem | Ogółem | Kobiety | Kobiety | Mężczyźni | Mężczyźni |
| --------------------------------- | ------ | ------ | ------- | ------- | --------- | --------- |
| jednostka                         | osób   | %      | osób    | %       | osób      | %         |
| populacja                         | 4062   | 100    | 2088    | 51,4    | 1974      | 48,6      |
| gęstość zaludnienia (mieszk./km²) | 56,6   | 56,6   | 29,1    | 29,1    | 27,5      | 27,5      |

## Sołectwa
Barycz, Drzymałowice, Godziszowa, Grzegorzów, Luboradz, Marcinowice, Mściwojów, Niedaszów, Siekierzyce, Snowidza, Targoszyn, Zimnik

## Sąsiednie gminy
Dobromierz, Jawor, Legnickie Pole, Męcinka, Paszowice, Udanin, Wądroże Wielkie, Strzegom